# Rush Hour (phim 1998)
Rush Hour là một bộ phim điện ảnh phim hành động hài đôi bạn của Mỹ công chiếu năm 1998 do Brett Ratner làm đạo diễn cùng kịch bản được chắp bút bởi Jim Kouf và Ross LaManna từ đầu truyện của LaManna. Phim có sự tham gia diễn xuất của Thành Long và Chris Tucker trong vai hai sĩ quan cảnh sát bất đắc dĩ được giao nhiệm vụ giải cứu con gái của một nhà ngoại giao Trung Quốc bị bắt cóc. Mã Thái, Tom Wilkinson, Lương Chấn Bang, Mark Rolston, Elizabeth Peña và Rex Linn tham gia phim trong các vai phụ. Ra rạp vào ngày 18 tháng 9 năm 1998, bộ phim thu về hơn 244 triệu đô la Mỹ trên toàn thế giới. Doanh thu phòng vé ăn khách của phim là nguyên nhân cho ra đời hai phần phim hậu truyện: Rush Hour 2 (2001) và Rush Hour 3 (2007).

## Nội dung
Vào ngày cuối cùng lãnh thổ Hồng Kông thuộc sở hữu của Anh Quốc, Thanh tra Lee của Cục Cảnh sát Hồng Kông đã chỉ huy một cuộc đột kích vào bến cảng, nhằm mục đích truy bắt tên trùm tội phạm bí ẩn Juntao. Nhưng anh chỉ thấy Sang, một thuộc hạ thân tín của Juntao, đã chạy thoát khỏi hiện trường. Tuy nhiên Lee cũng đã thành công trong việc thu giữ rất nhiều vật phẩm văn hóa cổ Trung Hoa mà Juntao đã đánh cắp, sau đó anh đã chia vui với cấp trên của mình: Đại sứ Hồng Kông Solon Han và Đại sứ Toàn quyền của Anh Thomas Griffin.
Sau một thời gian ngắn làm việc tại Los Angeles, Hoa Kỳ với chức vụ Đại sứ mới, Soo Yung, con gái của Đại sứ Han, đã bị Sang bắt cóc trong ngày đầu tiên cô bé đến trường. Cục Điều tra Liên bang (FBI) lập tức thông báo tin đó cho Đại sứ Han. Han gọi cho Thanh tra Lee để nhờ hỗ trợ tìm kiếm. Do lo ngại chấn thương hoặc cái chết của Lee khi làm nhiệm vụ sẽ gây ảnh hưởng tiêu cực, nên FBI quyết định đưa anh về Sở Cảnh sát Los Angeles (L.A.P.D) để giữ anh tránh xa khỏi vụ án. Một thám tử kiêu ngạo và thiếu cẩn thận tên James Carter đã bị lừa để được chọn vào thực hiện nhiệm vụ này, nhưng Carter lên kế hoạch giải quyết vụ án một mình khi cho rằng mình đã được giao một nhiệm vụ trần tục.
Carter gặp Lee tại Sân bay quốc tế Los Angeles và đưa anh vào một chuyến du lịch tham quan thành phố LA, giữ Lee tránh xa khỏi Đại sứ quán và đồng thời liên lạc với thế giới ngầm để lấy một số thông tin về vụ bắt cóc. Cuối cùng Lee đã trốn thoát và đến được Đại sứ quán Trung Quốc, nơi Đại sứ Han đang lo lắng và một nhóm đặc vụ FBI vẫn đang chờ đợi tin tức về đứa con gái của ông. Trong khi tranh cãi với đặc vụ Warren Russ, Carter vô tình nhận được cuộc điện thoại của Sang nói về việc trao đổi, hắn thông báo nơi trao đổi và giảm tiền chuộc Soo Yung xuống còn 50 triệu USD.
Các điều tra viên FBI lần theo cuộc gọi đến một nhà kho bỏ hoang và sau đó rất nhiều người thiệt mạng bởi một quả bom hẹn giờ đặt ở đó. Khi phát hiện Sang ở gần đó, Lee và Carter lập tức đuổi theo truy bắt nhưng đã để hắn chạy mất và hắn làm rơi kíp nổ lại phía sau. Tania Johnson, đồng nghiệp của Carter tại L.A.P.D đồng thời cũng là chuyên gia về bom mìn, đã điều tra ra cái kíp nổ là của Clive Cobb, một tên tội phạm bị Carter bắt giữ trước đó. Sau đó Lee vào nhà tù thuyết phục Clive khai ra việc hợp tác của hắn với Juntao, người mà hắn đã gặp tại một nhà hàng ở khu phố Tàu. Lee và Carter đi đến nhà hàng và có cuộc ẩu đả với bọn thuộc hạ của Juntao. Đội FBI loại hai người ra khỏi vụ án vì cho rằng họ đã phá hoại việc giao tiền chuộc, và Lee sẽ phải trở về Hồng Kông.
Carter lẻn lên máy bay để thuyết phục Lee ở lại giải quyết vụ án và ngăn chặn Juntao. Trong khi đó Griffin tiết lộ về những tội ác trước đây của Juntao, khuyên Đại sứ Han hãy giao tiền chuộc để tránh trường hợp đáng tiếc xảy ra. Buổi triển lãm nghệ thuật Trung Quốc diễn ra ở Trung tâm Hội nghị Los Angeles, số tiền chuộc bây giờ là 70 triệu USD đang được chuyển giao. Lee, Carter và Tania cải trang thành khách mời lẻn vào buổi triển lãm và đưa các khách mời đến nơi an toàn. Việc này chọc giận đội FBI nhưng cũng làm lộ ra thân phận thật của Griffin khi hắn chính là Juntao. Griffin đe dọa sẽ cho nổ tung chiếc áo chứa bom trên người Soo Yung và yêu cầu tiền chuộc phải được chuyển giao đầy đủ. Carter giải cứu Soo Yung và đưa cô bé vào trong tòa nhà khiến Griffin không dám kích hoạt chiếc áo chứa bom, vì vụ nổ có thể sẽ giết luôn cả hắn.
Tania tháo chiếc áo bom ra khỏi người Soo Yung. Một trận đấu súng diễn ra giữa các đặc vụ và bọn thuộc hạ của Griffin. Griffin cầm một vali tiền bỏ chạy lên mái nhà, Lee liền đuổi theo Griffin trong khi Carter bắn chết Sang. Trong lúc giằng co, Griffin đã chết do bị rơi từ trên cao xuống. Lee cũng bị rơi xuống nhưng được Carter cứu mạng nhờ sử dụng lá cờ lớn.
Hai cha con Han và Soo Yung được đoàn tụ, và Han cho phép Lee và Carter đi du lịch ở Hồng Kông như là phần thưởng cho hành động của họ. Trước khi Carter lên máy bay, hai đặc vụ Russ và Whitney đề nghị anh về làm việc bên lực lượng FBI, nhưng anh từ chối.

## Diễn viên
- Thành Long thủ vai Thanh tra Yang Naing Lee
- Chris Tucker thủ vai Thám tử James Carter
- Tom Wilkinson thủ vai Thomas Griffin / Juntao
- Mã Thái thủ vai Đại sứ Solon Han
- Lương Chấn Bang thủ vai Sang
- Elizabeth Peña thủ vai Thám tử Tania Johnson
- Mark Rolston thủ vai Đặc vụ FBI Warren Russ
- Rex Linn thủ vai Đặc vụ FBI Dan Whitney
- Chris Penn thủ vai Clive Cobb
- Philip Baker Hall thủ vai Đại úy William Diel
- Julia Hsu thủ vai Soo Yung Han
- John Hawkes thủ vai Stucky
- Clifton Powell thủ vai Luke
- Barry Shabaka Henley thủ vai Bobby

## Sản xuất
Rush Hour bắt đầu dưới dạng một kịch bản đặc tả do nhà biên kịch Ross LaManna chắp bút vào năm 1995. Kịch bản được William Morris (công ty quản lý của LaManna) bán cho Hollywood Pictures, một chi nhánh của Walt Disney Company, cùng Arthur Sarkissian nhận làm nhà sản xuất. Sau khi mời đạo diễn Ratner và phát triển dự án trong hơn một năm cùng các nhà sản xuất gồm Sarkissian, Jonathan Glickman và Roger Birnbaum,  giám đốc của Disney Studios là Joe Roth đã điều chỉnh dự án do lo ngại về kinh phí 34 triệu USD và sức hấp dẫn của Thành Long với khán giả Mỹ. Lúc bấy giờ, Martin Lawrence được mời vào dự án. Nhiều xưởng phim quan tâm đến việc mua lại dự án. New Line Cinema tin tưởng vào Ratner sau khi họ hợp tác làm Money Talks, vì thế họ làm một thảo thuận cứng đối với kinh phí và lịch khởi chiếu của Rush Hour.
Wesley Snipes, Eddie Murphy và Dave Chappelle từng được xem là các ứng viên cho vai Thám tử James Carter; Murphy từ chối vai diễn để nhận vai trong Holy Man. Sau thành công của Rumble in the Bronx, Brett Ratner muốn đưa Thành Long vào một bộ phim đề tài đôi bạn cảnh sát, không phải dưới dạng bạn diễn hay phụ tá mà là diễn bình đẳng với một ngôi sao người Mỹ. Ratner bay tới Nam Phi nơi Thành đang ghi hình và nhận tin về bộ phim. Ít ngày sau, Long đồng ý đóng trong phim và không lâu sau đó bay tới Los Angeles và gặp gỡ Chris Tucker. Ratner ghi công Tucker nhờ giúp anh làm được phim dài đầu tay Money Talks và cho rằng Tucker và Thành Long sẽ làm một bộ đôi ăn ý.

## Đón nhận

### Doanh thu phòng vé
Rush Hour khởi chiếu ở vị trí số 1 vào tháng 9 năm 1998 tại thị trường phòng vé Bắc Mỹ, với mức doanh thu dịp cuối tuần là 33 triệu USD. Rush Hour đem về hơn 140 triệu USD tại Mỹ  và 103 triệu USD ở các nước khác, nâng tổng mức doanh thu toàn cầu hơn 244 triệu USD.

### Đánh giá chuyên môn
Trên hệ thống tổng hợp kết quả đánh giá Rotten Tomatoes, bộ phim nhận được 61% đánh giá tích cực dựa trên 74 nhà phê bình, đạt điểm trung bình 6,1/10. Website nhất trí rằng: "Một sự bổ sung tuyệt hảo cho thể loại phim đề tài đôi bạn cảnh sát." Trên Metacritic, phim nhận số điểm trung bình 60 trên 100 dựa trên 23 nhà phê bình, thể hiện "những đánh giá trái chiều hoặc trung bình". Khán giả của CinemaScore chấm bộ phim điểm trung bình "A" trên thang điểm A+ đến F.
Roger Ebert dành lời khen cho cả Thành Long (vì những chuỗi cảnh hành động giải trí mà không cần đóng thế) lẫn Chris Tucker (vì những màn tấu hài của anh trong phim), và cách mà họ hợp thành một bộ đôi hài ăn ý. Joe Leydon của Variety gọi bộ phim là "một tác phẩm hành động hài theo công thức nhưng giàu tính giải trí". Leydon phê phán khâu dựng phim bằng nhận định rằng nó "phản lại Thành Long bằng cách ngắt dòng chảy thể chất phi thường của anh." Charles Taylor của trang Salon.com cũng phê bình việc Hollywood ngược đãi Thành Long: "Thành Long là một nghệ sĩ diễn xuất có một không hai: Lý Tiểu Long pha trộn với Donald O'Connor trong bài "Make 'em Laugh" từ Singin' in the Rain. Hollywood cần ngừng đối xử với anh như thể anh ấy là một trong những bộ làm fondue được tặng làm quà cưới vào những năm 70: một món đồ ngoại quốc bị nhét vào tủ do [chủ nhân] hoàn toàn chẳng biết làm gì với nó."
Michael O'Sullivan của tờ The Washington Post nhận xét phim là "cuộc hôn nhân sai trái của vị ngọt và vị chua" và cho rằng: "vấn đề là phim không thể đưa ra quyết định và giống như những ly bơ đậu phộng của Reese, hương vị tương phản rõ rệt của những chất liệu này chỉ làm ô uế miệng của thực khách." O'Sullivan cho rằng Tucker là một diễn viên bị phân không hợp vai, kịch bản "hời hợt và cẩu thả", còn phần chỉ đạo "ì ạch và lê thê". Owen Gleiberman của tạp chí Entertainment Weekly chấm bộ phim điểm "C−" và chê tác phẩm hài đôi bạn này: "Thậm chí hai nhân vật hầu như chẳng có mối quan hệ nào; họ là sự kết hợp của nhân khẩu học—thị trường "thành thị" gặp thị trường hành động-hài vui nhộn."
Thành Long đã bày tỏ sự bất mãn với bộ phim: "Tôi đã không thích bộ phim. Giờ tôi vẫn chẳng thích nó." Thành Long nói tiếp: "Tôi không ưa cách mình nói tiếng Anh, và tôi chẳng biết Chris Tucker đang nói gì". Mặc dù tôn trọng thành công phòng vé của Rush Hour, Thành Long kể rằng anh ưa những bộ phim mình làm ở quê hương Hồng Kông hơn vì chúng mang tới nhiều cảnh chiến đấu hơn: "Nếu bạn xem những bộ phim Hồng Kông của tôi, bạn biết thế nào rồi đấy: Bam bam bam, luôn theo phong cách Thành Long, 10 phút đánh nhau."

## Tác động văn hóa
Rush Hour là một phép xúc tác để tạo ra trang web hệ thống tổng hợp kết quả đánh giá Rotten Tomatoes. Senh Duong (sáng lập viên website và người hâm mộ Thành Long) được truyền cảm hứng để tạo ra website sau khi thu thập toàn bộ các bài đánh giá những bộ phim hành động Hồng Kông của Long khi chúng được phát hành ở Mỹ. Nhằm hưởng ứng trước Rush Hour (bộ phim crossover lớn đầu tiên tại Hollywood của Long), anh đã mã hóa website trong hai tuần và trang này hoạt động ngay trước khi phim ra rạp.

## Phần tiếp theo
Phần tiếp theo mang tên Rush Hour 2 lấy bối cảnh chủ yếu ở Hồng Kông, ra rạp vào năm 2001. Phần phim thứ ba là Rush Hour 3 lấy bối cảnh chủ yếu tại Paris, ra rạp vào 10 tháng 8 năm 2007. Tucker thu về 25 triệu USD nhờ vai diễn trong phần phim thứ ba còn Thành Long nhận được quyền phân phối phim tại thị trường châu Á.
Năm 2007, trước khi phát hành Rush Hour 3, Ratner lạc quan về việc làm phần phim thứ tư và có thể lấy bối cảnh ở Moscow. Năm 2017, Thành Long đồng ý cho một kịch bản khả quan của Rush Hour 4 sau nhiều năm từ chối kịch bản.

## Băng đĩa tại gia

### VHS
| Ngày phát hành       | Quốc gia      | Phân loại | Nhà phân phối       | Định dạng | Ngôn ngữ  | Phụ đề | Ghi chú | Chú thích |
| -------------------- | ------------- | --------- | ------------------- | --------- | --------- | ------ | ------- | --------- |
| 15 tháng 6 năm 1999  | Hoa Kỳ        | PG-13     | New Line Home Video | NTSC      | Tiếng Anh | Không  |         | [ 30 ]    |
| 18 tháng 10 năm 1999 | Liên hiệp Anh | 12        | Eiv                 | PAL       | Tiếng Anh | Không  |         | [ 31 ]    |

### DVD
| Ngày phát hành      | Quốc gia      | Phân loại | Nhà phân phối       | Định dạng | Vùng | Ngôn ngữ  | Âm thanh | Phụ đề    | Ghi chú                     | Chú thích |
| ------------------- | ------------- | --------- | ------------------- | --------- | ---- | --------- | -------- | --------- | --------------------------- | --------- |
| 2 tháng 3 năm1999   | Hoa Kỳ        | PG-13     | New Line Home Video | NTSC      | 1    | Tiếng Anh | Chưa rõ  | Tiếng Anh | Aspect Ratio: 2.35:1 (16:9) | [ 32 ]    |
| 1 tháng 10 năm 1999 | Liên hiệp Anh | 12        | Eiv                 | PAL       | 2    | Tiếng Anh | Chưa rõ  | Tiếng Anh | Aspect Ratio: 1.77:1 (16:9) | [ 33 ]    |

### UMD
| Ngày phát hành     | Quốc gia      | Phân loại | Nhà phân phối               | Định dạng | Vùng | Ngôn ngữ  | Âm thanh | Phụ đề    | Ghi chú | Chú thích |
| ------------------ | ------------- | --------- | --------------------------- | --------- | ---- | --------- | -------- | --------- | ------- | --------- |
| 1 tháng 9 năm 2005 | Liên hiệp Anh | 12        | Eiv                         | PAL       | 2    | Tiếng Anh | Chưa rõ  | Tiếng Anh |         | [ 34 ]    |
| 3 tháng 1 năm 2006 | Hoa Kỳ        | PG-13     | New Line Home Entertainment | NTSC      | 1    | Tiếng Anh | Chưa rõ  | Tiếng Anh |         | [ 35 ]    |

### Blu-ray
| Ngày phát hành       | Quốc gia      | Phân loại | Nhà phân phối       | Định dạng | Vùng  | Ngôn ngữ  | Âm thanh | Phụ đề    | Ghi chú                     | Chú thích |
| -------------------- | ------------- | --------- | ------------------- | --------- | ----- | --------- | -------- | --------- | --------------------------- | --------- |
| 11 tháng 10 năm 2010 | Liên hiệp Anh | 15        | Warner Home Video   | PAL       | Tự do | Tiếng Anh | Chưa rõ  | Tiếng Anh | Aspect Ratio: 2.40:1 (16:9) | [ 36 ]    |
| 7 tháng 12 năm 2010  | Hoa Kỳ        | PG-13     | New Line Home Video | NTSC      | Tự do | Tiếng Anh | Chưa rõ  | Tiếng Anh | Aspect Ratio: 2.40:1 (16:9) | [ 37 ]    |